# IV (thriller)
IV is een roman van Arjen Lubach uit 2013 die werd genomineerd voor de Gouden Strop.

## Hoofdrolspelers
- Marcus Ruys. Emeritus hoogleraar middeleeuwse schriftcultuur. Hij heeft een dochter Elsa bij zijn inmiddels al lang van hem gescheiden jongere vrouw. Aan het begin van het verhaal wordt hij met een injectie vermoord.
- Elsa Ruys. Briljant wiskundige en getrouwd met Joost Doorman. Lars is hun acht maanden oude zoontje.
- Ans Kahn. Directeur van De Nederlandsche Bank en een oude geliefde van Marcus. Haar codeletter is  beta.
- Jacob Veen[1]. Tweede man van de geheime Koninklijke veiligheidsdienst. Hij is bij de executie van Marcus Ruys aanwezig.
- IV alias de Kroonprins Willem Alexander. Is de opvolger van zijn grootvader Bernard als hoofd van de geheime Koninklijke veiligheidsdienst, die de orde van het Koninkrijk bewaakt.
- Rechercheur John Hart van de Amsterdamse politie.
- Rechercheur Mirjam Levi, werkzaam bij de Amsterdamse politie maar ook informeel lid van de Koninklijke veiligheidsdienst.

## Verhaal
Elsa, Joost en Lars brengen hun vakantie door in het familiehuis van haar vader in Le Muy, Maison Taciturne genaamd. Een telefoontje dat haar vader is overleden brengt Elsa pijlsnel naar Amsterdam, waar ze op Schiphol wordt opgehaald door ene Jacob Veen.
In de hoofdstad ontwikkelt zich binnen 24 uur een zoektocht van Elsa naar de verborgen boodschappen van haar vader. Ze komt in contact met zijn laatste vriendin, studente Robin, "de  alfa". Daarbij ontsnapt ze zowel aan de Koninklijke geheime dienst als op de plaats delict aan de Amsterdamse politie. De vondst van een door Marcus Ruys bewerkte Cicero-brief van Thorbecke in de Universiteitsbibliotheek van Amsterdam door Robin, geeft voldoende aanknopingspunten om verder te zoeken.
Na een incident waarbij de directeur van De Nederlandsche Bank, Ans Kahn, zichzelf doodschiet, wordt Elsa haar situatie nog hachelijker. Met hulp van een oude televisiecollega van haar vader Maarten van Eck wordt het mysterie duidelijk. Elsa is Elsa de eerste, de enige wettige erfgenaam van de troon als de directe afstammeling van Willem III en Emilie Ambre. De andere partij is de Koninklijke veiligheidsdienst die de bestaande orde wil handhaven. Rechercheur John Hart van de Amsterdamse politie, die te dicht bij de waarheid komt, wordt van het onderzoek gehaald. Collega Mirjam beschuldigt hem van ongewenste intimiteiten.
Via een bezoek aan de burgemeester van Delft komt Elsa erachter dat de aanwijzing  “de nieuw aarde”  niet alleen staat voor het DNA in de graftombe in Delft, maar ook voor het vakantiehuis Maison Taciturne. Samen met Robin en Maarten  rijdt Elsa in de geleende Saab van haar afwezige stiefvader terug naar het zuiden van Frankrijk. Ook de Koninklijke geheime dienst rijdt die kant op evenals een zwaar gefrustreerde rechercheur John Hart. Onder een keukentegel met de letter " omega" vindt Elsa 4 buisjes met huid verstopt. Deze zijn waarschijnlijk door haar vader gestolen uit de grafkelder in Delft. Van Eck heeft intussen met een laptop en Skype een directe verbinding met een televisiestudio in Hilversum. Voor het oog van miljoenen kijkers komt IV de 4 buisjes gewapenderhand opeisen. Als John Hart op de kroonprins schiet werpt Jacob zich in de kogelbaan van het schot en sterft. IV verdwijnt met zijn chauffeur en de 4 buisjes in een zwarte Mercedes, die vervolgens door hem met de inzittenden wordt opgeblazen als de Franse politie het tweetal totaal heeft omsingeld. Het bewijs is vernietigd, maar de verboden toegang tot de Grafkelder van Oranje-Nassau in Delft ligt nu toch wel open.

## Opzet
Arjen Lubach leent duidelijke thrillerelementen van De Da Vinci Code van Dan Brown. In dat boek gaat een kleindochter van een vermoorde Louvre-curator op onderzoek uit en komt erachter dat ze de laatste afstammeling zou kunnen zijn van Jezus Christus en Maria Magdalena. In deze Nederlandse thriller ontdekt Elsa Ruys dat zij rechtstreeks afstamt van koning Willem III der Nederlanden.

## Maatschappelijk vervolg
Na in een roman de erfrechten van koning Willem Alexander te hebben betwijfeld, kwam de auteur met het plan dat hij dan wel de 'Farao der Nederlanden' zou willen zijn. Hij verzamelde genoeg handtekeningen om dat plan in het Parlement aan de orde te kunnen stellen.

## Prijzen en nominaties
- 2013: genomineerd voor de Gouden Strop
- 2013: Crimezone Debuutprijs gewonnen